# پی‌ال‌زد پی.۸
پی‌ال‌زد پی. ۸ (به انگلیسی: P.Z.L._P.8) یک هواگرد ملخ‌پیشین تک‌موتوره از نوع هواپیمای جنگنده ساخت شرکت P.Z.L. است. هواگرد پی‌ال‌زد پی. ۸ نخستین پروازش را در اوت ۱۹۳۱ میلادی انجام داد. در مجموع، تعداد ۲ فروند از این هواگرد ساخته شده‌است.
طراح این هواگرد، Zygmunt Pulawski بود.